# Hi Fly

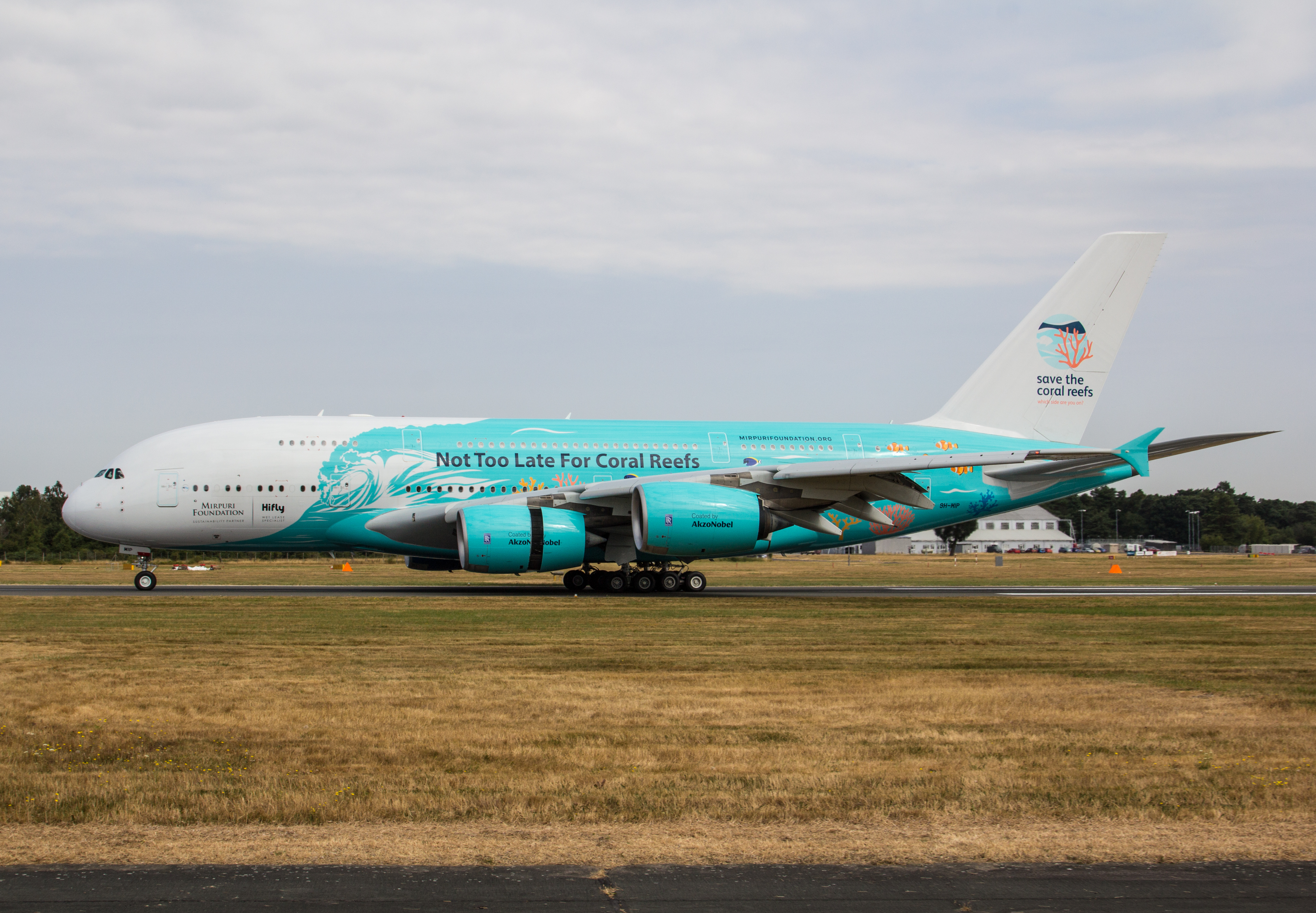
Airbus A380 da Hi Fly.

A Hi Fly é uma companhia aérea privada e a terceira maior aviação portuguesa, especializada no fretamento de aviões comerciais com tripulação, manutenção e seguro incluído wet lease.
A companhia foi formada em 2005 e concluiu em Abril de 2006 o processo de certificação, emitido pelo Instituto Nacional de Aviação Civil. O primeiro avião da Hi Fly a constar neste certificado foi um Airbus A330-300. Em 2024 a companhia conta com uma frota de 12 Airbus de modelos: A321s, A330s e A340s. A Hi Fly opera no mundo inteiro. É aprovada pela FAA e opera com as normas europeias, EU-OPS, EASA e IOSA.

## História
O primeiro avião a fazer parte da frota Hi Fly foi um A330-300 que se encontra agora ao serviço da Força Aérea Belga. Em 2008 foram adicionados dois Airbus A310-300. Estes foram em regime de wet lease para a Oman Air, fazendo os primeiros voos de longo curso entre Londres e Bangkok. Em 2008 e 2009 a Airbus entregou um Airbus A330-200 e dois Airbus A340-500; estes últimos estão a ser utilizados pela Arik Air na Nigéria nos seus voos de longo curso de Londres para Nova Iorque. A partir daí mais A330s e A340s têm entrado na frota, incluindo quatro em 2013.
A Hi Fly tem sede em Lisboa, Portugal. Neste edifício encontram-se os departamentos de operações de voo, terra, engenharia e manutenção, segurança, comercial, financeiro e administrativo e qualidade.
A Hi Fly opera a sua frota de aviões de grande porte principalmente em operações de longo curso em toda a Europa, Estados Unidos, América do Sul, Caraíbas, Médio Oriente, Extremo Oriente, África e Austrália.
Em 2013 a companhia fundou uma subsidiária em Malta, ampliando assim suas operações.
Em Maio de 2015 o governo de Arábia Saudita anulou o contrato com Hi Fly por esta ter aterrado em Israel um avião com o logótipo da Saudi Arabian Airlines (SAA).
A companhia recebeu, em meados de 2018, um Airbus A380. O avião que a Hi Fly operou é um dos primeiros A380 entregues à Singapore Airlines, que o vai substituir por um modelo mais recente e eficiente. O avião de dois andares foi dotado de motores Rolls Royce Trent 900 e teve uma capacidade para 471 passageiros distribuídos por três classes. O piso inferior foi todo dedicado à classe económica, transportando um total de 399 passageiros, enquanto o piso superior teve lugares de classe executiva e primeira classe, suportando 60 e 12 passageiros.
Ainda em 2018, a Hi Fly efetuou os primeiros voos de ensaio sem plástico de utilização única no mundo. No total, realizaram-se 16 voos experimentais e o peso total de plástico poupado em todo o ensaio foi de 1500 kg. Nestes voos foram substituídos os talheres de plástico por bambu e os copos, colheres, saleiros e pimenteiros, embalagens de roupa de cama, pratos, potes individuais de manteiga, garrafas de refrigerantes e escovas de dentes foram substituídos por alternativas compostáveis fabricadas a partir de material reciclado. 
No ano de 2021, a Hi Fly fez história ao aterrar, pela primeira vez, um Airbus A340 na Antártida. O Comandante Carlos Mirpuri e a sua tripulação pilotaram o avião de grande porte da Cidade do Cabo para o Continente Branco e vice-versa. A viagem foi de 2.500 milhas náuticas e teve uma duração de pouco mais de cinco horas para cada sentido. Um A340 nunca tinha aterrado numa pista de gelo glaciar da Antártida. Esta operação repetiu-se em 2022  e 2023.

## Frota
Em março de 2024 a Hi Fly tem a seguinte frota:
| Aeronave        | Ativo | Pedidos |
| --------------- | ----- | ------- |
| Airbus A321-231 | 1     |         |
| Airbus A330-200 | 5     |         |
| Airbus A330-300 | 2     |         |
| Airbus A340-300 | 4     |         |
| Total           | 12    |         |

## Destinos
A Hi Fly tem permissões e certificações especiais para voar para a Europa, Estados Unidos, Canadá, Austrália, Japão, Brasil, México, Arábia Saudita e Índia.